# I'm Happy for You... Really
I'm Happy for You... Really is de vijfentwintigste aflevering van het tiende seizoen van het tienerdrama Beverly Hills, 90210, die voor het eerst werd uitgezonden op 10 mei 2000.

## Plot
Nu David en Donna weer bij elkaar zijn komen zij bij een probleem. David zal eerlijk moeten zijn naar Camille toe en dat valt hem niet mee. Camille hoort dat David hem wil spreken en krijgt weer hoop dat het goed komt tussen hen en als zij met Donna hierover spreekt kan zij niets zeggen en heeft het hier moeilijk mee. Uiteindelijk vertelt David aan Camille hoe het zit en zij heeft het emotioneel zwaar mee en helemaal als Donna haar vertelt dat zij het samenwerken wil beëindigen door haar uit te kopen uit de boetiek. Uiteindelijk beseft Camille dat het echt over is en accepteert haar verlies en verlaat David en de boetiek. Nu kunnen David en Donna echt voor elkaar gaan en storten in elkaars armen. Later doet David Donna een huwelijksaanzoek en als Donna antwoordt dan hoort David dat het antwoord is dat zij erover na moet denken.
Matt denkt er nog steeds over om naar Seattle te verhuizen met Kelly en Kelly denkt hier serieus over na. Dylan is er nog steeds niet mee eens dat Kelly voor Matt kiest en laat dit merken. Matt en Kelly rijden in de auto als zij een nieuwsbericht op de radio horen over een surfer die vermist wordt op zee, Kelly weet dat Dylan aan het surfen was en maakt zich zorgen. Als zij naar de plek van onheil gaan zien zij de auto staan van Dylan en Kelly weet zeker dat Dylan de vermiste surfer is en de schrik neemt toe, vooral als zij horen dat de surfer dood gevonden is. Matt en Kelly willen informatie over de identiteit en komen uit bij het mortuarium uit en vragen daar naar de binnengebrachte surfer maar komen erachter dat zij geen informatie mogen geven aan mensen die geen familie zijn. Opeens krijgt Kelly een telefoontje en het is Dylan, Kelly is opgelucht dat hij nog leeft en vraagt zich nu af of zij echt afstand kan nemen van Dylan. Hier over denkend komt Matt bij haar helemaal ontdaan, tot ontsteltenis hoort zij van Matt dat zijn moeder heeft gebeld met de mededeling dat zijn broer is verongelukt en dat hij naar New York moet voor de begrafenis en Kelly wil met hem mee.
Steve moet er nog steeds aan wennen aan het feit dat hij thuis zit en dat Janet lange dagen maakt, als hij hierover spreekt met Janet beloofd zij dat zij hierover zal praten met de baas zodat zij meer thuis kan zijn. Het gesprek met de baas loopt anders omdat de baas wil dat zij een andere krant moet leiden en zo meer verantwoordelijkheden krijgt. Janet heeft hier wel oren naar maar Steve is bang dat zij dadelijk nog minder thuis zal zijn. Steve beseft dat hij het werk mist en stelt voor om samen met Janet terug te gaan naar de krant maar Janet wil de baan aannemen bij de andere krant. Steve waarschuwt haar dat zij dan veel zal missen met hun dochter.
Noah heeft het zwaar met het feit dat Ellen alleen vrienden wil zijn en nu zijn ex-vriendin Donna een relatie heeft met David helpt ook niet echt. Als hij met Ellen praat over hun relatie hoort hij van haar dat zij toch gevoelens voor hem heeft en dit eindigt met een kus.

## Rolverdeling
- Jennie Garth - Kelly Taylor
- Ian Ziering - Steve Sanders
- Brian Austin Green - David Silver
- Tori Spelling - Donna Martin
- Luke Perry - Dylan McKay
- Joe E. Tata - Nat Bussichio
- Lindsay Price - Janet Sosna
- Daniel Cosgrove - Matt Durning
- Vincent Young - Noah Hunter
- Heidi Lenhart - Ellen
- Josie Davis - Camille Desmond
- Scott Paetty - Charles Yoffe
- Kelli McCarty - medewerkster mortuarium